# Anne Therese Tveter
Anne Therese Tveter (5 mei 1976) is een Noors langebaanschaatsster.
In 1999 startte Tveter op het EK Allround en werd zij Noors nationaal kampioene allround. In 2001 kwam ze uit op het WK Allround. In maart 2001 reed zij een nationaal record op de 5000 meter in Calgary.
Anne Therese is de dochter van de Noorse schaatser Bjørn Tveter en zus van Thor Olav Tveter. Ook haar oom Øyvind Tveter was een Noors schaatser.
Na haar schaatscarrière studeerde ze af aan de Universiteit van Oslo.

## Records

### Persoonlijke records[5]
| Afstand      | Tijd     | Datum         | Baan    |
| ------------ | -------- | ------------- | ------- |
| 500 meter    | 41,93    | 15 maart 2001 | Calgary |
| 1000 meter   | 1.21,23  | 18 maart 2001 | Calgary |
| 1500 meter   | 2.04,88  | 16 maart 2001 | Calgary |
| 3000 meter   | 4.14,25  | 15 maart 2001 | Calgary |
| 5000 meter   | 7.19,04  | 16 maart 2001 | Calgary |
| 10.000 meter | 17.00,70 | 10 maart 2002 | Calgary |

- Bibsys: 8003828
- ORCID: 0000-0003-1701-9835
- Virtual International Authority File: 169145969959332250389